# Tattangoh
Tattangoh is een bestuurslaag in het regentschap Pamekasan van de provincie Oost-Java, Indonesië. Tattangoh telt 3029 inwoners (volkstelling 2010).